# Emil Wiinblad
Eduard Emil Wiinblad (ved dåben: Windblad) (15. maj 1854 i København – 22. december 1935 samme sted) var en dansk chefredaktør, typograf og politiker.

## Familie og baggrund
Hans fader var en fattig skræddersvend indvandret fra Sverige, Bernt Eduard Olof Wiinblad (1833-80), og moderen var en syerske fra Nyboder, Amalie Kerstine Olsen. Han blev gift 7. marts 1880 med Olga Ludowica Kamilla Ludwig, født 5. november 1853 i København, og de fik 6 børn, heriblandt Eduard, der blev teateranmelder og kulturskribent, Georg, som blev forfatter og den yngste, Otto, der blev typograf og politiker i Landstinget som sin far. Otto blev fader til Bjørn Wiinblad.
Emil Wiinblad blev udlært som typograf i 1873 og arbejdede en kort periode i London og derefter i Svendborg, hvor han blev formand for typografernes fagforening. Politisk var han fra 1871 blev aktiv i Internationale. Det fulgte derfor naturligt, at han i 1876 blev ansat ved Social-Demokraten – først som typograf, men efterhånden begyndte han at skrive til avisen. For at spare tid satte han sine artikler direkte fra sættekassen. Han blev avisens redaktør i 1881 og udviklede den fra at være en lille, agiterende avis med et smalt publikum til gennem en satsning på nyheds- såvel som opinionsstoffet at blive et organ for den danske arbejderbevægelse. Avisens tone blev i disse år skærpet, hvilket afstedkom at Wiinblad røg i fængsel for injurier i 1892 og 1894. Han fortsatte som avisens redaktør frem til 1911. Under hans ledelse voksede oplaget fra 2.000 til 60.000. Sammen med Alsing Andersen skrev han i 1921 Arbejderbevægelsens Historie.
Wiinblad var medlem af Folketinget 1895-1928 og af Landstinget fra 1928 til 1934.
Han er begravet på Bispebjerg Kirkegård.